# 희극
희극(喜劇, comedy)은 웃음을 주조(主潮)로 하여 인간과 사회의 문제점 등을 경쾌하고 흥미있게 풍자적으로 다룬 연극이나 극 형식을 말한다. 인간 생활의 모순이나 사회의 불합리성을 골계적, 해학적, 풍자적으로 표현한다.

## 공연 예술

### 역사적 형태
- 고대 로마의 연극 (티투스 마키우스 플라우투스, 푸블리우스 테렌티우스 아페르)
- 벌레스크(뮤직홀, 보드빌에서 행위 예술)
- 광대
- 콤메디아 델라르테
- 소극
- 궁정 광대
- 스탠드업 코미디
- 다다이즘주의자와 초현실주의자 공연 (주로 카바레 형태)
- 스케치 코미디

### 연극
- 코믹 시어터
  - 뮤지컬 코미디

### 오페라
- 코믹 오페라

### 즉흥 코미디
- 즉흥극
- 광대

### 스탠드업 코미디
- 성대모사

## 이벤트, 상
- 에든버러 페스티벌 프린지

## 대중 매체

### 문학
- 희극 소설

### 영화
- 코미디 영화
  - 코미디 영화
  - 패러디 영화
  - 로맨틱 코미디

### 텔레비전, 라디오
- 텔레비전 코미디
  - 시트콤
- 라디오 코미디

#### 코미디 방송사
- 코미디 센트럴
- TBS (미국의 텔레비전 네트워크)

## 같이 보기
- 풍자
- 비극